# 彼得·拉夫罗夫
彼得·拉夫罗维奇·拉夫罗夫（俄语：Пётр Ла́врович Лавро́в，1823年6月2日—1900年1月25日），化名米尔托夫（俄语：Миртов），俄罗斯知名民粹派理论家、哲学家、意见领袖、革命家和社会学家。《工人马赛曲》歌词作者。

## 生平
拉夫罗夫早年进入军事学院学习，1842年以陆军军官身份毕业。他精通自然科学、历史、逻辑、哲学和心理学。他曾担任二十年的数学讲师。1862年作为激进分子加入了革命运动，1868年流放至乌拉尔山脉，不久逃脱并逃往国外。在法国，他主要生活在巴黎，在那里他成为人类学学会的会员。拉夫罗夫很早就被欧洲社会主义思想所吸引，但起初他不知道如何将这些思想应用于俄罗斯。拉夫罗夫在巴黎时充分致力于革命社会主义运动。1870年，他成为国际工人协会分区成员。他还参加了巴黎公社的成立，不久便出国寻求国际支持。
1872年11月到达苏黎世，在俄罗斯人圈内成为米哈伊尔·巴枯宁的对手。拉夫罗夫更倾向于改革而不是革命。他反对彼得·特加乔夫等阴谋论似的意识形态。拉夫罗夫认为，尽管在俄罗斯发动政变不难，但建立社会主义社会需要俄罗斯群众的参与。1872年创办了《前进！》杂志，第一期出版于1873年8月。拉夫罗夫用该杂志宣传他对俄罗斯特殊历史发展的分析。
拉夫罗夫在40多年的写作生涯中著述颇多。作品包括黑格尔哲学（1858–59）和实践哲学问题研究（1860）。在流亡期间，他编辑了《社会主义评论》《前进！》。他以米尔托夫的化名撰写了《历史快报》（1870年），极大地影响了俄罗斯的革命活动。